# Aleksandra Jagieło
Aleksandra Jagieło (née Przybysz le 2 juin 1980 à Nisko) est une ancienne joueuse de volley-ball polonaise. Elle mesure 1,80 m et jouait au poste de réceptionneuse-attaquante. Elle a totalisé 220 sélections en équipe de Pologne. Elle a mis un terme à sa carrière de volleyeuse professionnelle en avril 2018.

## Clubs
| Club                   | De        | À         |
| ---------------------- | --------- | --------- |
| SMS PZPS Sosnowiec     | 1996-1997 | 1998-1999 |
| BKS Stal Bielsko-Biała | 1999-2000 | 2003-2004 |
| River Volley Piacenza  | 2004-2005 | 2006-2007 |
| Muszynianka Muszyna    | 2007-2008 | 2013-2014 |
| KPS Chemik Police      | 2014-2015 | 2016-2017 |
| BKS Stal Bielsko-Biała | 2017-2018 | 2017-2018 |

## Palmarès

### Équipe nationale
- Championnat d'Europe
  - Vainqueur : 2003, 2005.

### Clubs
- Championnat de Pologne
  - Vainqueur : 2003, 2004, 2008, 2009, 2011, 2015, 2016, 2017.
  - Finaliste : 2010.
- Coupe de Pologne
  - Vainqueur : 2004, 2011, 2016, 2017.
  - Finaliste : 2014, 2015.
- Coupe de la CEV
  - Vainqueur :2013.
- Supercoupe de Pologne
  - Vainqueur : 2009, 2014, 2015.